# Dianora
Dianora  è un nome proprio di persona italiano femminile. 

## Origine e diffusione
Nome di scarsissima diffusione in italiano moderno, comune all'epoca del Boccaccio, che lo attribuì ad un personaggio del Decameron. L'esatta etimologia è incerta; potrebbe trattarsi di una variante di Diana, alterata sotto l'influsso di altri nomi quali Teodora ed Eleonora; alternativamente potrebbe essere riconducibile direttamente ad Eleonora, di cui sarebbe una corruzione tramite le forme aferetiche "Lionora" e "Lianora".

## Onomastico
Non ci sono sante con questo nome, che è quindi adespota; l'onomastico si può festeggiare eventualmente il 1º novembre, per la ricorrenza di Ognissanti.

## Persone
- Dianora de Toledo, moglie di Pietro de' Medici

## Il nome nelle arti
- Madonna Dianora è la protagonista della quinta novella della decima giornata del Decameron di Giovanni Boccaccio.
- Ippolito e Dianora sono i protagonisti di una leggenda relativa ad una targa che appariva sulla facciata della chiesa di Santa Maria dei Bardi.